# Apólogo
Un apólogo es una narración cuyo propósito es escribir sobre algún principio ético o moral o de comportamiento, por lo general situado al final o al principio de la misma y denominado moraleja. 
A diferencia de la fábula, que puede estar escrita en verso o en prosa, el apólogo solo aparece en prosa, y no suele estar protagonizado por animales sino por personas. De la alegoría, en que tampoco puede estar protagonizada por ideas abstractas en forma humana o humanoide. Tampoco puede considerarse similar a la parábola o relato simbólico, pues algunos tipos de parábola, como la parábola kafkiana, pueden no poseer ningún fin de instrucción moral en sí mismos, sino revelar la situación desesperada del hombre en la realidad. En realidad es un subgénero del género didáctico.
Durante mucho tiempo ha existido la confusión de señalar que apólogo y fábula son lo mismo, debido a que ambas formas literarias tienen similitudes que las hermanan; sin embargo, cada una posee rasgos característicos que las distinguen.

## Características principales
- El apólogo generalmente se escribe en prosa.
- Es explicativo, por lo que tiene una extensión de media a grande.
- Sus personajes son humanos.
- Su contenido es moralizante o didáctico.
- Plasma hechos que parecen de la vida real.
- Sus historias son creíbles.
- Posee ingeniosidad y fuerza imaginativa.
- Se preocupa por la perfección interior, la búsqueda de ideales, la reflexión trascendente, el sacrificio y la abnegación por las grandes causas, así como por enfatizar principios elevados.

- Datos: Q619551